# Tét
Tét is een plaats (város) en gemeente in het Hongaarse comitaat Győr-Moson-Sopron. Tét telt 4113 inwoners (2001).